# Île Santa Cruz (Équateur)
Pour les articles homonymes, voir Santa Cruz.
L'île Santa Cruz, en espagnol Isla Santa Cruz, aussi connue par les Anglais sous le nom de Indefatigable Island, est une île d'Équateur située dans l'archipel des Galápagos.

## Toponymie
Le nom Santa Cruz, en français Sainte Croix, lui fut donné en l'honneur de la croix du Christ.
Le nom anglais Indefatigable, apparaît pour la première fois en 1817 sur une carte des Galápagos présentée par Aaron Arrowsmith. Il s'agit du nom d'un navire de guerre anglais, le HMS Indefatigable, lancé en 1784 et qui se rendit aux Galápagos en juin 1812.

## Géographie

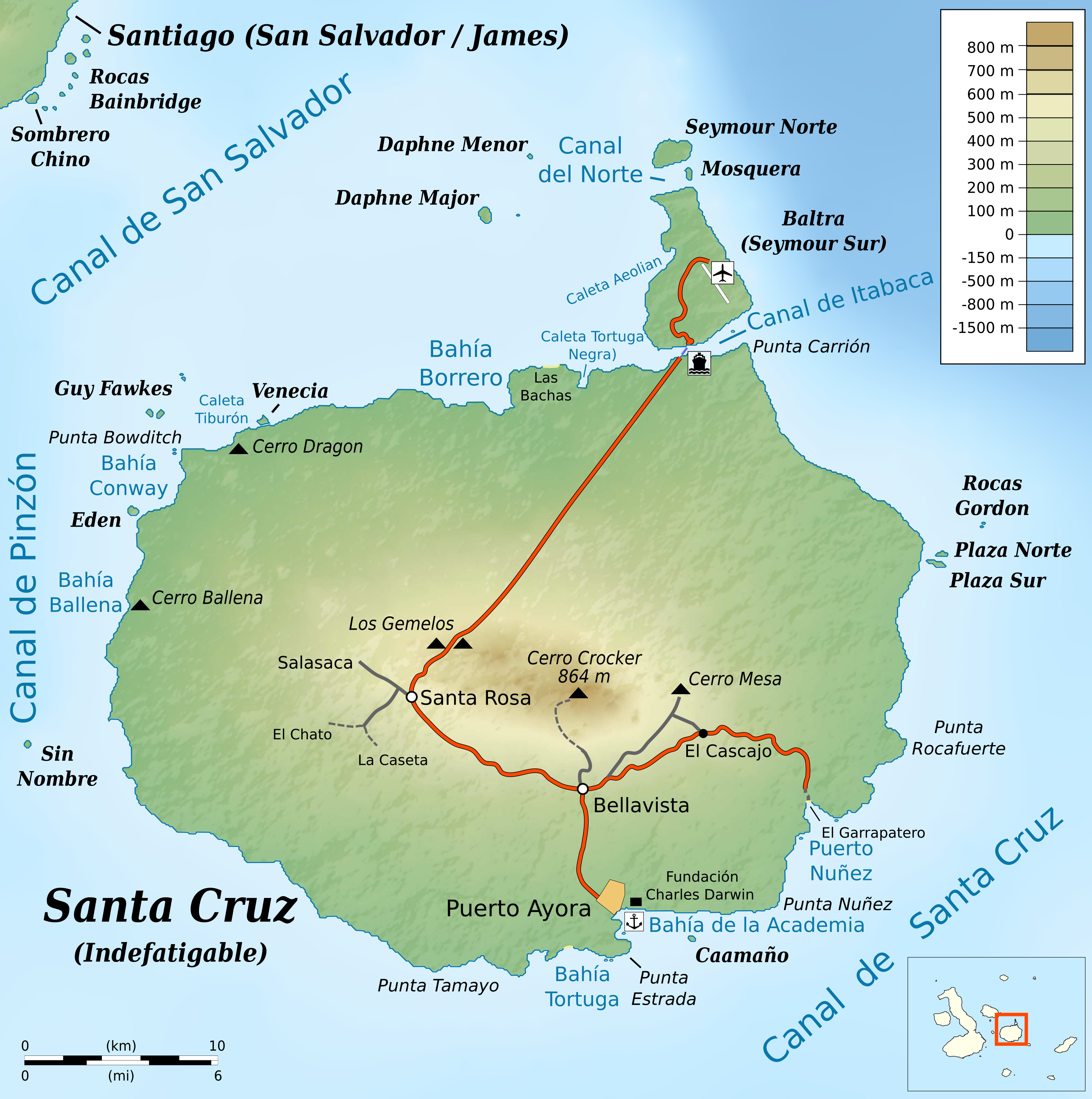
Carte topographique de Santa Cruz.

### Faune et flore

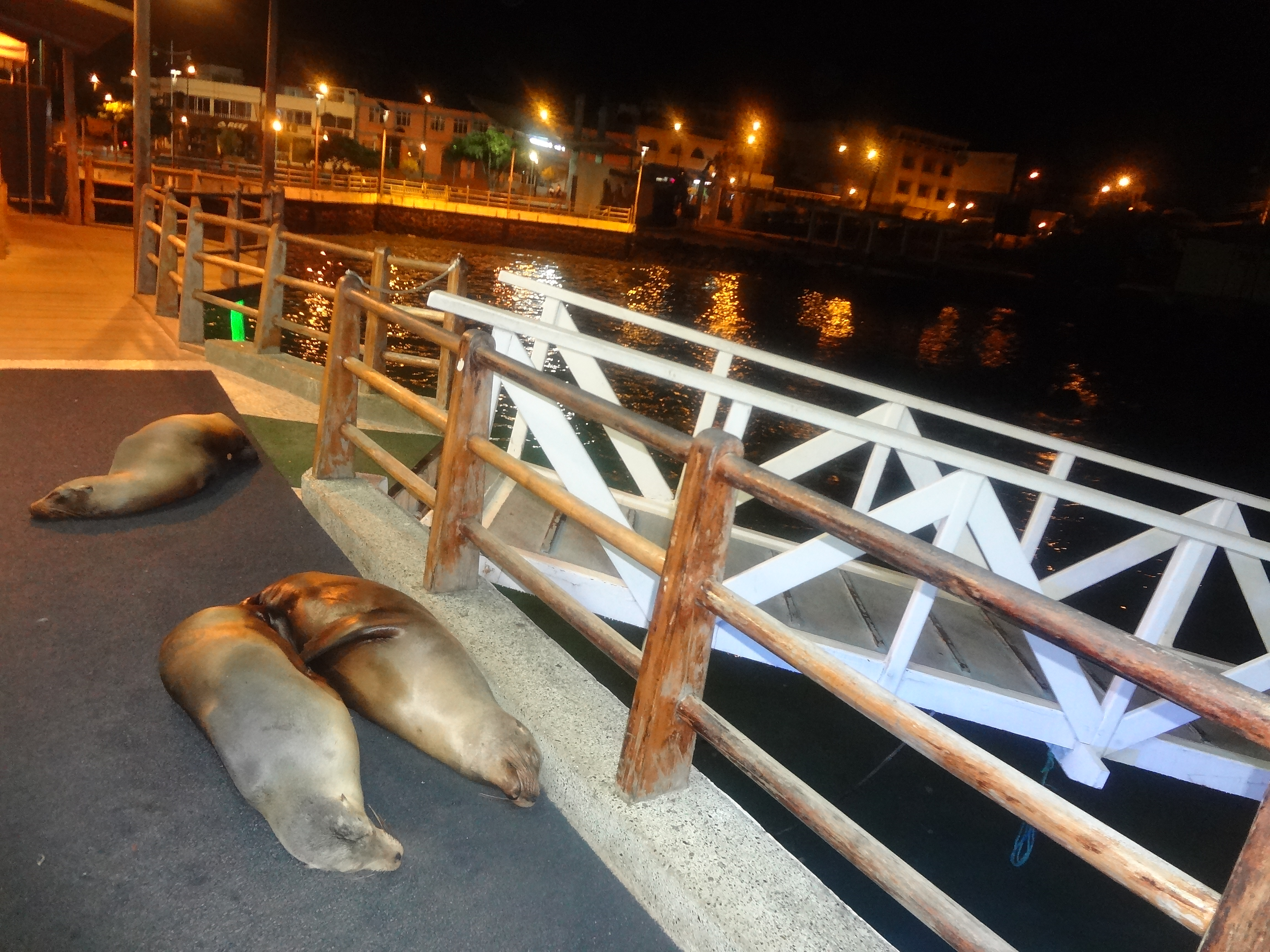
Otaries des Galápagos sur un ponton de l'île Santa Cruz.

La faune de l'île compte notamment des iguanes, des tortues géantes des Galápagos et des flamants. Ses eaux sont peuplées de requins de récifs, de requins pointe noire, de requins pointe blanche, de requins-marteaux, de requins-tigres, de requins à corne, de requins-taupes, de requins des Galápagos, de requins-baleines, de raies manta et de langoustes.
Lygromma anops est une araignée endémique des îles Galapagos. Elle se rencontre sur Santa Cruz dans des tunnels de lave.

## Économie
L'économie de l'île de Santa Cruz repose principalement sur le tourisme. Chaque année, des milliers de visiteurs affluent pour explorer des sites emblématiques tels que la station de recherche Charles Darwin, la plage de Tortuga Bay et Las Grietas. L'écotourisme joue un rôle crucial dans la préservation de l'environnement local, tout en générant des revenus pour la population. Malgré cela, le surtourisme représente une menace permanente pour la faune locale et suscite des préoccupations, notamment de la part de l'UNESCO, qui veille à la protection de cet écosystème unique.
En plus du tourisme, la pêche artisanale autorisée dans la réserve marine et l'agriculture contribuent également à l'économie de l'île, bien que dans une moindre mesure. Les autorités locales veillent à un équilibre entre développement économique et conservation de la biodiversité unique de l'île.